# Lista de unidades federativas do Brasil por PIB (1970)
Abaixo segue a lista das unidades federativas do Brasil por produto interno bruto (PIB) no ano de 1970, calculado a preços constantes (ano-base 2010).

## Lista de unidades federativas do Brasil por PIB - 1970
| Posição | Posição          | Unidade federativa  | PIB 1970 em R$ de 2010 (mil) |
| Em 1970 | Comparada a 1960 | Unidade federativa  | PIB 1970 em R$ de 2010 (mil) |
| ------- | ---------------- | ------------------- | ---------------------------- |
| 1       | (0)              | São Paulo           | 308.940.883                  |
| 2       | (0)              | Rio de Janeiro      | 138.546.914                  |
| 3       | (0)              | Minas Gerais        | 63.003.340                   |
| 4       | (0)              | Rio Grande do Sul   | 56.815.178                   |
| 5       | (0)              | Paraná              | 32.918.267                   |
| 6       | (15)             | Distrito Federal    | 23.595.548                   |
| 7       | (1)              | Santa Catarina      | 22.714.692                   |
| 8       | (1)              | Pernambuco          | 17.111.124                   |
| 9       | (1)              | Bahia               | 15.805.007                   |
| 10      | (0)              | Goiás               | 13.379.386                   |
| 11      | (2)              | Ceará               | 9.889.066                    |
| 12      | (2)              | Espírito Santo      | 9.391.035                    |
| 13      | (1)              | Pará                | 8.829.402                    |
| 14      | (1)              | Maranhão            | 7.696.328                    |
| 15      | (0)              | Mato Grosso         | 7.142.796                    |
| 16      | (5)              | Paraíba             | 5.721.471                    |
| 17      | (1)              | Alagoas             | 4.256.632                    |
| 18      | (0)              | Piauí               | 3.393.809                    |
| 19      | (2)              | Rio Grande do Norte | 2.640.357                    |
| 20      | (1)              | Amazonas            | 2.351.079                    |
| 21      | (1)              | Sergipe             | 2.072.718                    |
| 22      | —                | Acre                | 1.315.799                    |
| 23      | —                | Amapá               | 912.941                      |
| 24      | —                | Rondônia            | 692.646                      |
| 25      | —                | Roraima             | 342.059                      |